# A Neglected Anniversary
A Neglected Anniversary ist der Titel eines Artikels von Henry L. Mencken, in dem er an das 75. Jubiläum der ersten Badewanne in den USA erinnert. Der Inhalt war frei erfunden, wurde aber nicht angezweifelt, sondern weiterverbreitet.
Der Artikel erschien am 28. Dezember 1917 in der New York Evening Mail. Darin beklagte er, dass von der Öffentlichkeit der 75. Jahrestag der ersten in den USA eingeführten Badewanne vernachlässigt werde. Diese sei am 20. Dezember 1842 in Cincinnati installiert worden. Dort habe sie der Händler Adam Thompson gebaut, der in England die dort 1828 von Lord John Russell erfundene Wanne kennengelernt habe. Mencken beschrieb, wie die Wannenmodelle nach und nach verbessert wurden, und welche Schwierigkeiten sich bei der Entwicklung ergeben hätten. So habe man die Badewanne zunächst als dekadent und gesundheitsschädlich verteufelt oder gar verboten. Weitere Verbreitung habe die Badewanne mit preiswerten Zink-Modellen ab 1847 und medizinischer Absegnung in der Folgezeit erreicht. Den Durchbruch habe Präsident Millard Fillmore schließlich der Badewanne beschert, indem er öffentlichkeitswirksam eine Badewanne im Weißen Haus habe aufstellen lassen. 
Am 23. Mai 1926 erschien in der Chicago Tribune Menckens Artikel Melancholy Reflections. Dort gab er den Schwindel zu. Er äußerte sich besorgt darüber, dass seine Erfindung nun allgemein als Wahrheit gelehrt werde. Er sah die Geschichtsschreibung allgemein als für Fehler und Manipulationen anfällig an. Trotz Menckens Geständnis war die falsche Geschichte nicht aus der Welt. 1958 zählte Curtis MacDougall 55 Fundstellen auf, bei denen seit dem Dementi in verschiedenen Medien Inhalte des falschen Artikels als Fakten präsentiert wurden. Präsident Harry S. Truman griff nichtsahnend 1952 die Geschichte in einer Rede auf. Noch im November 2001 erzählte die Washington Post von Fillmores Badewanne.